# Pápai zsidó temetők

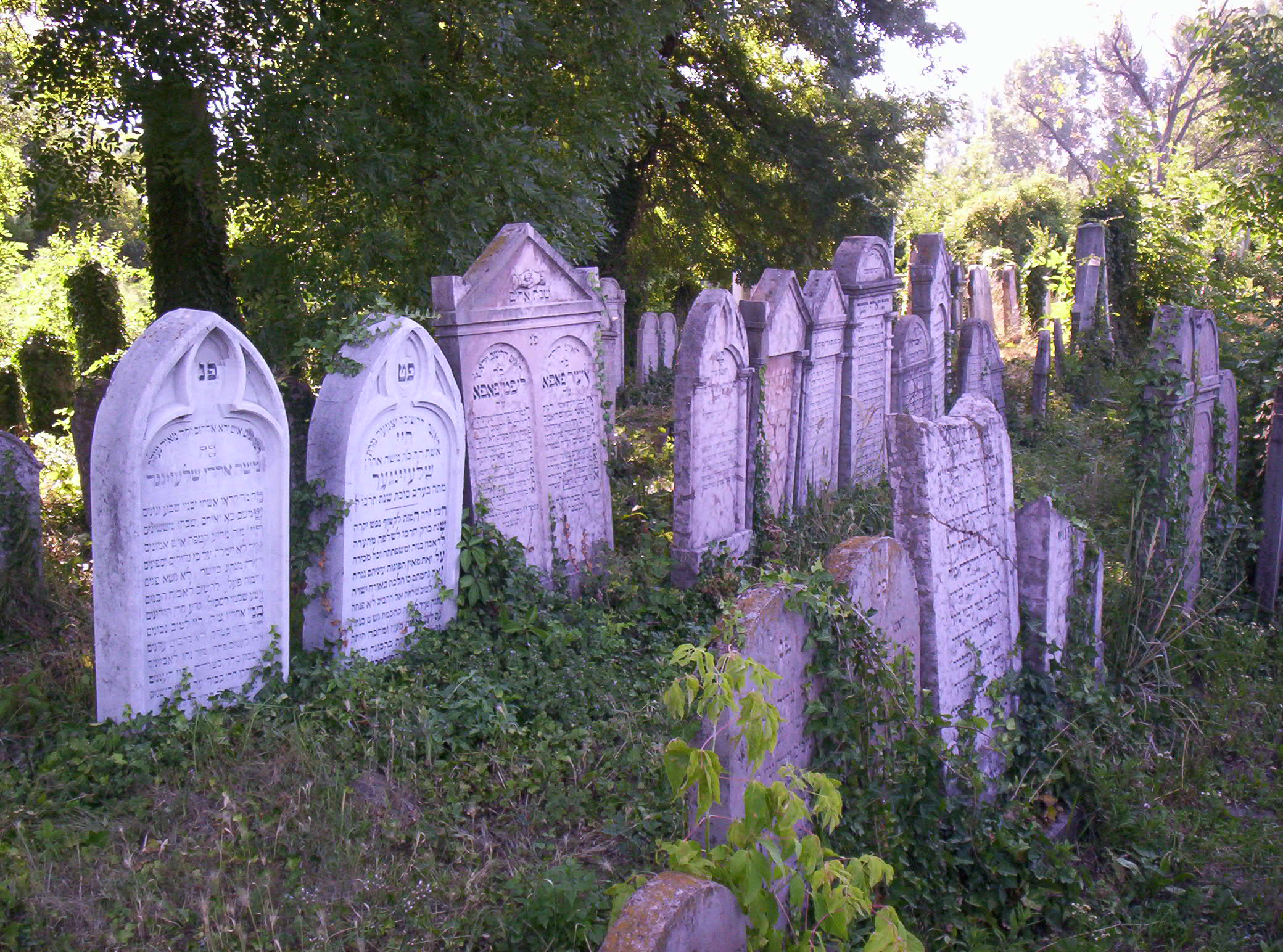
A régi zsidó temető

A két zsidó temető Pápa város viszonylag kevéssé ismert kultúrtörténeti értékei közé tartozik. Mindkettő meglehetősen eldugott helyen található, hollétükről sok helybelinek sincs tudomása: a régi temető házak és kertek takarásában, az új az Alsóvárosi temető mellett, de a járókelők elől rejtve, egy fallal körülkerített telken terül el. Az egykor népes zsidó közösség a huszadik századi népirtás, majd az elvándorlás során szinte teljesen felszámolódott, a ritka látogató ennek ellenére jobbára szép, gondozott sírokat talál, különösen az új temetőben.

## A régi temető
Pápán a 18. század közepétől éltek nagyobb számban a zsidók. Halottaikat kezdetben a Kálvária temető egyik elkülönített részében temették el, majd amikor a gyarapodó hitközség a város déli határában vásárolt egy földterületet temetkezés céljára, a Kálvárián eltemetetteket kihantolták és áthozták ide. Ez a magyarázata, hogy itt a temető koránál régebbi sírok is találhatók.
A régi zsidó temetőbe a Veszprémi út 38. számú ház udvarán keresztül lehet bejutni. A kapunál valaha állt egy ravatalozó, melynek falait Herz Dávid festőművész munkái díszítették. A festmények Illés próféta tüzes szekéren való mennybemenetelét ábrázolták, illetve Ezékiel próféta látomását a feltámadásról; sajnos elpusztultak a második világháború során.
A temető sokáig nagyon elhanyagolt állapotban volt, egész területét benőtte a gaz, a héber betűs sírkövek és obeliszkek jó része kidőlt. 1993-ban műemlékké nyilvánították, majd 1994-ben a helyi hitközség, az önkormányzat és az egykori pápai zsidók New Yorkban élő leszármazottainak anyagi támogatásával a növényzetet kiirtották, a sírokat és a sok helyen leomlott kőfalat rendbehozták; erre a kapu mellett egy magyar és egy héber nyelvű tábla emlékeztet.

## Az új temető

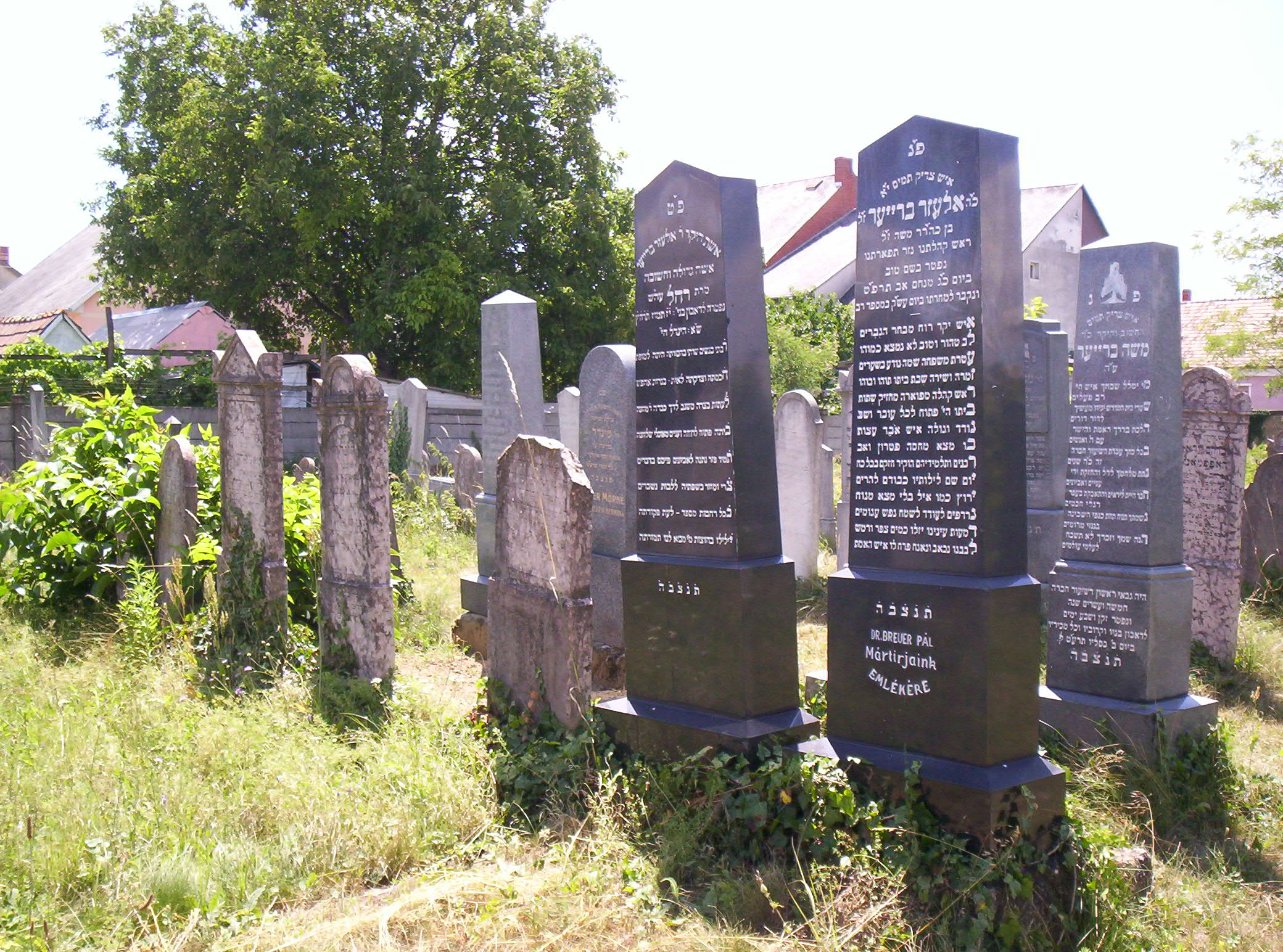
Az új zsidó temető

A 19. század végén a régi temető megtelt, így a hitközség egy újabb területet vásárolt az Alsóvárosi temető mellett. A temetőbe a Veszprémi út 27. számú ház kertjén keresztül lehet bejutni. Felső részén áll a ravatalozó, homlokzatán héber nyelvű felirattal:נב. עוד קברם יעזבו, בהניע אליהו לפק. תרנט , melynek jelentése: „Emlékezz: elhagyják majd sírjaikat Illés eljövetelekor”, alatta az építés évszáma: 5659 (tehát a temető keresztény időszámítás szerint 1898 szeptembere és 1899 szeptembere között nyílt). Falán 1974-ben emléktáblát avattak a 2800 pápai zsidó mártírnak, 1990-ben az épület mellett állították fel a holokauszt emlékművét.
A temető hosszúkás téglalap alakú; eredetileg szélesebb volt, de csak az egyik felébe temetkeztek, a második világháború után pedig a zsidó hitközség a telek üres részét – mivel szükségtelenné vált – eladta a városnak, ma már házak állnak rajta. Itt is sok a héber feliratú sírkő, de – a zsidóság asszimilációs törekvéseinek jeleként – a legtöbb kétnyelvű, vagy csak magyar feliratú (ugyanakkor a halál dátumát gyakran a zsidó naptár szerint jelzik). Akadnak újabb sírok; a megfogyatkozott hitközség tagjai napjainkban is ide temetkeznek.
Az új temetőben nyugszik több, a város életében egykor fontos szerepet játszó kereskedő és gyáros. Az ismertebb halottak közül megemlítjük Roth Moshe Arje és Gottlieb Sámuel rabbikat, az egykori híres pápai jesiva vezetőit, Lőwenstein Adolf hitközségi vezetőt, aki végrendeletében alapítványt hozott létre, hogy kamataiból évente egyszer lássanak vendégül tíz katolikus, tíz protestáns és tíz zsidó szegény polgárt, illetve vitéz László Miklós kereskedőt és első világháborús hőst, akit 1944-ben a nyilasok tizennégy éves fiával együtt meggyilkoltak a város határában. (Róla ma utca van elnevezve Pápán.) A temető alsó végében temették el a világháború során meggyalázott tóratekercseket.